# Ursula Wikström
Ursula Wikström (Espoo, 3 juli 1990) is een golfprofessional uit Finland.

## Amateur
Ursula studeerde aan de New Mexico State University in de Verenigde Staten, waar ze zes NCAA-kampioenschappen speelde. Ze was twee keer nationaal kampioene strokeplay.

## Professional
Ursula werd in 2003 professional en begon haar golfcarrière als Ursula Tuutti. Ze nam de naam van haar echtgenoot aan toen ze in 2005 met Mike Wikström trouwde. Hij werkt voor de Finse golffederatie. Ze hebben samen een zoontje. Erni werd in 2007 geboren.
Ursula speelt sinds 2003 op de Ladies European Tour (LET). Ze heeft nog geen toernooi gewonnen, maar ze is al negen keer in de top-10 geëindigd. Ze werd onder meer twee keer 2de bij de Finse Masters en ook 2de bij het Randstad Open de France Dames. In 2012 werd ze 2de bij het Turkish Airlines Ladies Open dat voor de tweede keer door Christel Boeljon werd gewonnen.